# Canon Production Printing
Canon Production Printing (bis Ende 2019 Océ) ist eines der weltweit führenden Unternehmen im Bereich der Digitaldruck- und Dokumentenmanagement-Produkte. Das Unternehmen beschäftigt rund 3.000 Mitarbeiter. Der Hauptsitz befindet sich in Venlo, Niederlande.

## Geschichte
Das Unternehmen wurde im Jahre 1877 von dem Apotheker Lodewijk van der Grinten (1831–1895) in Venlo gegründet. Dieser war auf der Suche nach Nebenerwerbsquellen auf Butterfarbe gestoßen; mit der sich die weiße Substanz der 1869 erfundenen Margarine färben lässt, so dass sie ähnlich wie Butter aussieht. Bis zum Ersten Weltkrieg wuchs das Unternehmen stetig und weitere Mitglieder der Familie van der Grinten traten in das Unternehmen ein.
Nachdem das Unternehmen im Jahre 1918 Verluste schrieb, beschloss Frans van der Grinten, das vorhandene Know-how über Farbstoffe anderweitig zu nutzen: Im Bereich Blaudruckmaterialien. Die ersten Schritte in diesem Markt bestanden in der Produktion von Blaudruckpapier, das in den 1920er Jahren häufig zur Vervielfältigung von Linearzeichnungen verwendet wurde. Die Brüder Karel und Louis entwickelten dabei ein neues Verfahren, das 1930 unter dem Namen Océ auf den Markt kam, wobei der Name für die Abkürzung für „Ohne Componente“ (OC) steht.
Mit dem Durchbruch der Xerographie 1960 verschwanden bald alle bis dahin üblichen Kopiertechniken und der Trend für die Zukunft lautete: Kopieren auf Normalpapier. Auch Océ-van der Grinten, so der inzwischen überall eingetragene Firmenname, verlegte sich nunmehr auf die Normalpapier-Kopiertechnik.
Am 16. November 2009 gab der japanische Elektronikkonzern Canon bekannt, das Unternehmen Océ zu übernehmen. Canon wollte dafür sämtliche umlaufenden Aktien von Océ zum Preis von 8,60 Euro je Aktie kaufen. Laut dem niederländischen Unternehmen wurden Canon und Océ durch ihr Zusammengehen zum Weltmarktführer in der Print-Industrie.
Anfang 2020 wurde der Firmenname Océ in Canon Production Printing geändert.

## Konzernstruktur
Die deutsche Niederlassung Océ-Deutschland GmbH hatte ihren Sitz in Mülheim an der Ruhr und ging im Zuge der Canon-Integration am 1. Februar 2013 auf die Canon Deutschland GmbH über.
1996 wurde die Sparte Hochleistungsdrucker (HLD) des Siemens-Konzerns übernommen und als Océ Printing Systems GmbH mit dem Standort Poing in den Konzern eingegliedert. Bis einschließlich 2007 fand an diesem Standort jedes Jahr die Océ OpenHouse statt, die größte jährliche Digitaldruck-Fachmesse in Europa. Seit März 2009 findet in Poing die Océ Home of Color statt.
Der gemeinsame Hauptsitz der Océ (Schweiz) AG und der Canon (Schweiz) AG ist in Wallisellen bei Zürich angesiedelt. 1997 übernahm Océ die Mehrheit der Aktien von Messerli Informationstechnik (gegründet 1876), die dadurch 1998 in Océ (Schweiz) AG umbenannt wurde, gleichzeitig wurde Océ Printing Systems in das neue Unternehmen integriert. 2006 übernahm Océ (Schweiz) AG die System- und Service-Aktivitäten der mpa Direct AG.

## Forschung und Entwicklung
Océ entwickelt die Mehrzahl seiner Technologien selbst und hat zahlreiche Patente weltweit angemeldet.

## Produkte und Geschäftsbereiche

### Rollen-/Endlosdruck-Systeme
- LabelStream
- ProStream
- ColorStream
- JetStream
- VarioStream

### Einzelblatt-/Bogendruck-Systeme
- varioPRINT

### Großformat-Drucksysteme und Plotter
- Colorado
- Arizona
- PlotWave
- ColorWave

### Software für die Druckauftragssteuerung

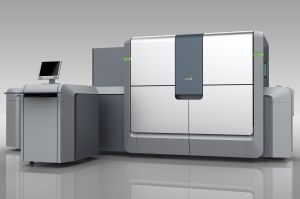
Océ ColorStream 10000

- PRISMAproduction
- PRISMA solutions

## iF product design award 2009
Das Océ Drucksystem ColorStream 10000 hat den iF Product Design Award 2009 gewonnen, der von der iF International Forum Design GmbH für exzellentes Design verliehen wird.

## Gewinner des iF Product Design Award 2012
Das gemeinsam von Canon und Océ entwickelte Digitale Drucksystem Océ VarioPrint® DP Line gewinnt am 19. März 2012 den iF Product Design Award 2012.

## Gewinner des Bayerischen Innovationspreises 2012
Die in Poing bei München ansässige Entwicklungs- und Produktionsniederlassung Océ Printing Systems GmbH, eine Tochtergesellschaft von Océ, wurde im November 2012 als Preisträger des Bayerischen Innovationspreises mit einer der drei Hauptpreise ausgezeichnet. Gegenstand der Innovation ist das „Océ Color Stream 3000 Serie Inkjet Drucksystem“. Dieses Drucksystem hatte 2013 einen Marktanteil von 73 % aller Injekt-basierten Endlosdruck-Systeminstallationen in Europa.